# Остерський повіт
Остерський повіт — адміністративно-територіальна одиниця Чернігівської губернії. Повітове місто — Остер.

## Історія існування
Повіт створений 1764 року в складі Київської губернії з частин Київського та Переяславського полків, з 1781 року в складі Київського намісництва, у 1797 році ліквідований, у 1802 році створений знову в складі Чернігівської губернії.

## Розташування та географія

Повіт на схемі губернії

Знаходився в південно-західній частині губернії. Найбільша довжина з півночі на південь становила 110 верст (117 км), ширина по всій довжині була близько 40 верст (43 км). Межував на півночі з Чернігівським, на сході Козелецьким повітами Чернігівської губернії, на заході по Дніпру з Київською і Мінською губерніями і з Полтавською на півдні. Займав площу в 3 991,4 верст² або 415 770 десятин (4 542 км²).

## Демографія
Згідно з переписом населення Російської імперії 1897 року в повіті проживало 150 358 чоловік. З них 92,54 % — українці, 4,2 % — євреї, 2,77 % — росіяни.

## Адміністративний поділ
1891 року повіт поділявся на 3 стани і 8 волостей:
| Волость        | Волосний центр | Утворена | Кількість сільських общин |
| -------------- | -------------- | -------- | ------------------------- |
| І стан         |                |          |                           |
| Морівська      | Морівськ       |          | 27                        |
| Сорокошицька   | Сорокошичі     |          | 19                        |
| Жукинська      | Жукин          |          | 16                        |
| ІІ стан        |                |          |                           |
| Семиполківська | Семиполки      |          | 19                        |
| Остерська      | Остер          |          | 74                        |
| Вовчківська    | Вовчок         |          | 19                        |
| ІІІ стан       |                |          |                           |
| Броварська     | Бровари        | 1802     | 17                        |
| Гоголівська    | Гоголів        | 1802     | 12                        |

та місто Остер з передмістями Друцьке та Попівка.